# Allium kurtzianum
Allium kurtzianum — вид трав'янистих рослин родини амарилісові (Amaryllidaceae), ендемік західної Туреччини.

## Опис
Цибулина яйцеподібна або куляста, діаметром 1–2 см; зовнішні оболонки чорні, перетинчасті, подовжені в довгий комір, внутрішні — жовтуваті, гофровані. Стебло струнке, вигнуте в нижній частині, 10–15 см, листки на 3/4 довжини або майже до зонтика; іноді є 2 стебла, що виникають з тієї ж цибулини. Листків 2–3, 1 мм завширшки, завдовжки або довші ніж стебло. Зонтик півсферичний, 1.5–3 см діаметром, багатоквітковий, щільний. Оцвітина дзвінчаста; сегменти рожево-пурпурові, з більш темною серединною жилкою, еліптичні, 4 мм, тупі. Пиляки жовті. Коробочка куляста, ≈ 4 мм.

## Поширення
Ендемік західної Туреччини.
Населяє гірські схили на мармурі.